# Charaxes regalis
Charaxes regalis är en fjärilsart som beskrevs av Rothschild 1900. Charaxes regalis ingår i släktet Charaxes och familjen praktfjärilar. Inga underarter finns listade i Catalogue of Life.